# Соловей В'ячеслав Олегович
В'ячесла́в Оле́гович Солове́й — молодший сержант Збройних сил України, учасники російсько-української війни.

## З життєпису
В мирний час проживає у селі Капустяни Тростянецького району.
Призваний під час третьої хвилі мобілізації. Виконував бойові завдання у Чернухиному, Нікишиному, Малоорловці, Дебальцевому.

## Нагороди
За особисту мужність і героїзм, виявлені у захисті державного суверенітету та територіальної цілісності України, вірність військовій присязі під час російсько-української війни
- нагороджений орденом «За мужність» III ступеня (26.2.2015).